# Landkreis Coburg
Landkreis Coburg är ett distrikt (Landkreis) i norra delen av det tyska förbundslandet Bayern. Administrationen ligger i staden Coburg som själv inte tillhör distriktet.

## Historia
Landkretsen tillhörde åren 1826 till 1918 det tyska furstendömet Sachsen-Coburg-Gotha. Efter en folkomröstning 1919 valde den coburgska delen av det före detta furstendömet att ingå i Bayern. Den nuvarande landkretsen är identisk med denna del, med undantag för själva staden Coburg och exklaven Königsberg som är en del av distriktet Hassberg.

## Geografi
Distriktet utgörs huvudsakligen av en kullig högplatå som ligger 300 till 500 meter över havet. Här sker främst jordbruk och några högre kullar i norr är täckta av lövskog.
I distriktet finns många industrianläggningar, där man bland annat producerar möbler, leksaker, barnvagnar och porslinsprodukter. Distriktet har ett tätt järnvägsnät av större och mindre sträckor. På grund av Tysklands delning ökade biltrafiken först efter återföreningen. För att länka samman Bayern med Thüringen byggdes här motorvägen A73.